# Stéphanie Szostak
Stéphanie Szostak, född 5 augusti 1975 i Paris, är en fransk-amerikansk skådespelare.
Szostak har bland annat medverkat i TV-serierna Satisfaction (2014-2015) och A Million Little Things (2018-2023). Hon har även medverkat i filmen från 2022.

## Filmografi (i urval)
- 2013 – Iron Man 3
- 2013 – R.I.P.D.
- 2014–2015 – Satisfaction (TV-serie)
- 2018–2023 – A Million Little Things (TV-serie)